# Korea Telecom

Korea Telecom logója

KT (Korea Telecom, koreaiul : 한국 통신 ) egy dél-koreai integrált wired/wireless telekommunikációs vállalat. KT egy információs és kommunikációs cég, KT Dél-Korea legnagyobb helyi telefon és szélessávú internetszolgáltatója. Termékei között találjuk a WiBro szolgáltatást. A Fortune 500 listáján a 397. helyen szerepel. KT sikeresen összeolvadt a KTF mobil telekommunikációs céggel 2009 közepén. Helyi fogyasztóknak telefonos, internetes szolgáltatásokat árul, LM
szolgáltatást, wireless és adat szolgáltatásokat nyújt.
2009. június 1-jén KT és a KTF vállalatok egyesültek a KT márka alatt. KTF, most KT, az egyesülés előtt 12 millió előfizetéssel rendelkezett Dél-Koreában. Manapság ez a szám 13.7 milliónál jár. A cég csengőhangok fejlesztésével is foglalkozik.
KTF, jelenleg KT, 25% részesedéssel bír a kínai CEC Mobile cégben, miután 4.5 milliárdos összeget fektetett be 2002-ben.